# Саундтрек Моей Жизни
Саундтрек моей жизни - перший повноформатний альбом українського рок-гурту ТонкаяКраснаяНить. У записі цього релізу брав участь новий учасник гурту Антон Курбак (ударні). Звук альбому порівняно зі звуком 106 (ЕР) став якіснішим та менш різким. Також відчутною стала зміна барабанщика. Партії ударних стали більше тяжіти до металічного стилю, ніж до альтернативи. 

Презентація альбому відбулася 15 листопада 2009 року в клубі "Churchill's Music Pub" (Харків). Під час презентації альбому було відзнято офіційний концертний кліп на композицію "Обжигающий холод". На трек "Седьмое небо" було знято перший режисерський кліп. Над відео працювала студія "PicOi". Відео було презентовано на офіційному каналі гурту на YouTube 10 квітня 2010 року.

## Зміст
1. Интро — 00:32
2. Отпуская Боль — 03:50
3. Седьмое Небо — 03:03
4. Чужой — 03:10
5. Обжигающий Холод — 03:58
6. Закрываю Глаза — 05:37
7. Крики — 03:33
8. Осень — 04:03
9. Прости — 03:08
10. Одиночество — 05:18

## Музиканти
- Євген Тютюнник — вокал, тексти
- Дмитро Анісімов — гітара
- В'ячеслав Бровко — гітара
- Андрій Бахнєв — бас
- Антон Кубрак — ударні